# Államrendszer
Az államrendszer az államok rendszerezésének egyedi szintjéhez tartozik, az egyedi államnak az államtípus és az államforma által kifejezett jellemzőkön  túlmenő való leírására szolgáló, vagyis nem osztályozási kategória.

## Fogalma
Az államrendszer egy adott állam egyedi jellemzőivel írható le, ezért elvileg igen gazdag, másrészt viszont szűk kategória.
Az állam előfeltételei közül az államrendszer  a területet, annak nagyságát, továbbá tágan vett földrajzi jellemzőit (tagoltság, éghajlat, természeti kincsek stb.), valamint a lakosság létszámát, területi eloszlását és a legfontosabb szempontok szerinti tagozódását (a munkamegosztásban elfoglalt hely, az etnikum, a műveltség, a vallás stb.) foglalja magába.
Az adott államrendszer legfontosabb környezeti tényezőit a történeti-politikai hagyományok, a politikai rendszer jellege, valamint nemzetközi és geopolitikai adottságai alkotják.

## Legfontosabb tartalmi jellemzői
Az államrendszer legfontosabb tartalmi jellemzői  a következők:
- 1. a kormányforma;
- 2. az állam és a lakosság kapcsolata (elsősorban a választási rendszer, a közvetlen demokratikus formák és a legális politikai szerveződés lehetőségének összefüggésében);
- 3. az államszerkezet;
- 4. az államszervezet szintenkénti tagoltsága;
- 5. az államszervezet centralizáltsága és az alsóbb szintek önállóságának foka (mind a települési, mind a regionális szintek vonatkozásában);
- 6. az államszervezet horizontális differenciáltsága, ezen belül különösen a létező szervtípusok, azok létszáma és politikai súlya, a kormánytól közvetlenül nem függő szervek köre, a bíróságok hatáskörének terjedelme, alkotmánybíráskodás vagy más alkotmányossági kontroll intézményesítettsége;
- 7. az államapparátus jellemzői (létszám, származás, kiválasztás, megbecsülés és privilegizáltság, hivatali függőség, szakképzettség stb.).